# Michio Kaku

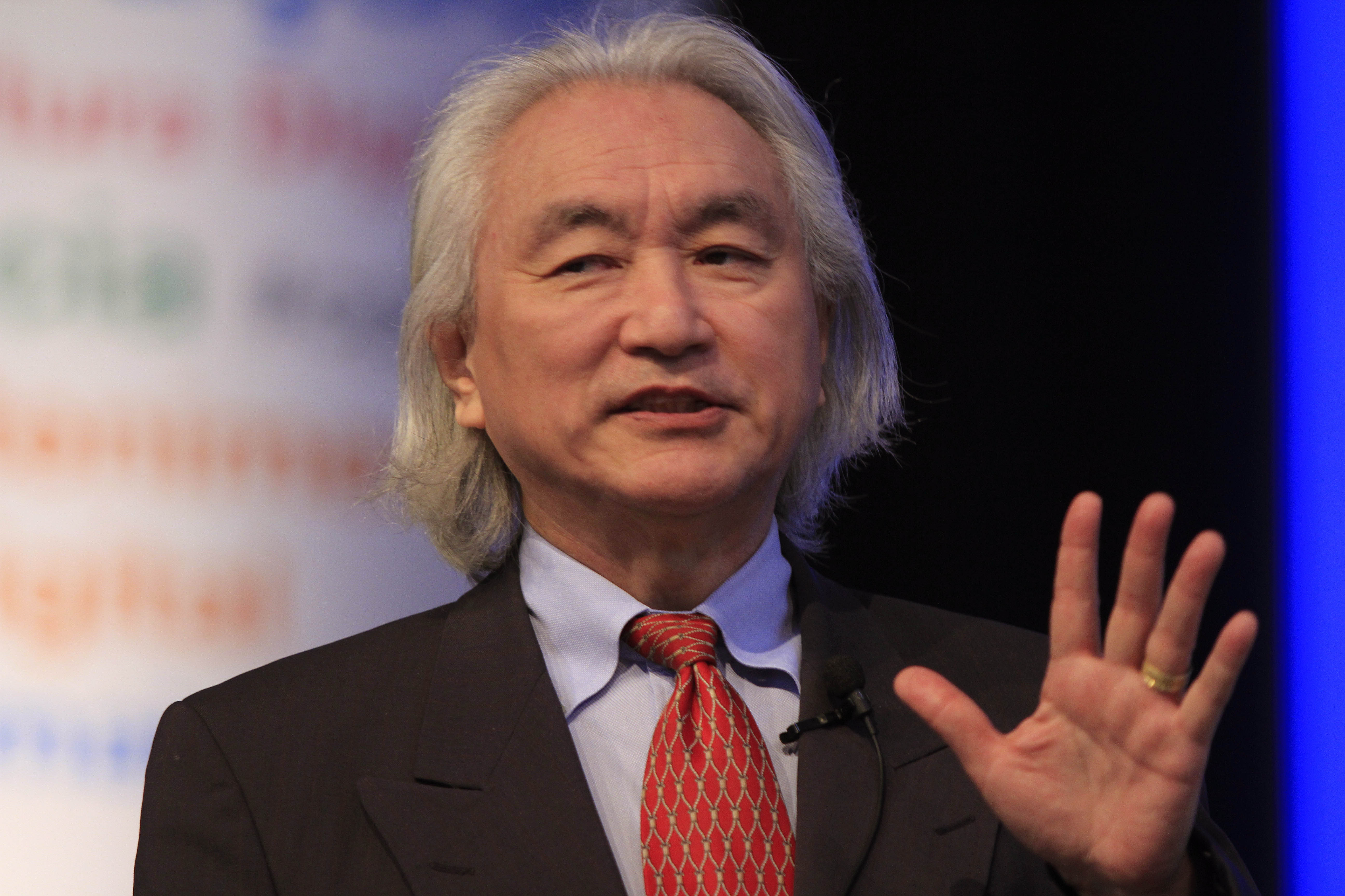
Michio Kaku în 2012

Michio Kaku (n. 24 ianuarie 1947 la San Jose, California) este un fizician și futurolog american de origine japoneză, cofondator al teoriei coardelor și profesor la catedra de fizică teoretică Henry Semat de la Graduate Center, City University din New York.
Fizicianul Michio Kaku studiază cum ar putea fi transpuse în realitate idei aparent imposibile. El combină cele mai recente cercetări în domeniu și tehnologii avansate pentru a dezvălui principiile științifice care stau la baza mai multor concepte din lumea științifico-fantastică.